# Bziny
Bziny es un municipio del distrito de Dolný Kubín en la región de Žilina, Eslovaquia, con una población estimada a final del año 2024 de 598 habitantes.
Se encuentra ubicado en el centro de la región, cerca del curso alto del río Váh (cuenca hidrográfica del Danubio) y de la frontera con la República Checa y Polonia.

## Demografía
| Año        | 1994 | 2004     | 2014    | 2024    |
| ---------- | ---- | -------- | ------- | ------- |
| Población  | 417  | 529      | 562     | 598     |
| Diferencia |      | +26,85 % | +6,23 % | +6,40 % |

| Año        | 2023 | 2024    |
| ---------- | ---- | ------- |
| Población  | 591  | 598     |
| Diferencia |      | +1,18 % |